# Yamba (Australia)
Yamba es una ciudad de la región de Northern Rivers de Nueva Gales del Sur (Australia), situada en la desembocadura del río Clarence. Su economía está basada en la pesca y el turismo.  Con una población de 6.043 habitantes en 2026, en épocas vacacionales triplica esas cifras. En 2009, Yamba fue votada como la ciudad número uno de Australia por la revista Australian Traveller Magazine.  En la costa de Yamba se ha descrito el fenómeno natural conocido como espuma marina.    

## Historia
Los pueblos Yaegl y Bundjalung son los custodios tradicionales de las zonas costeras alrededor de Yamba, Iluka y Maclean .  Sus antepasados vivían alrededor de la desembocadura del río Clarence y hablaban yaygirr, lengua estrechamente relacionada con los Gumbaynggirr.  Los Yaygirr tenían asentamientos permanentes y una cultura propia. Matthew Flinders (1799) describió grandes cabañas de troncos con entradas redondeadas para proteger a los habitantes del viento y la lluvia. De manera similar, el capitán Perry (1839) describió canoas de construcción compleja.
En 1799, Matthew Flinders desembarcó en el actual promontorio sur de Yamba. Lo habían enviado desde Sídney para encontrar un nuevo Edén, pero desde su posición privilegiada en lo alto de un promontorio escarpado, ahora llamado Pilot Head, descartó el turbulento estuario por peligroso y desechó un examen más detenido. En la década de 1830 se inició la extracción de madera. En 1861, se inspeccionó la ciudad y en octubre de 1862 se completó la construcción de un rompeolas. Originariamente llamada Shoal Bay, en 1885 pasó a llamarse Yamba, con una población de unos 340 habitantes. 
En 1908, se creó el Yamba Surf Lifesolving Club, un club de surf.  Yamba comenzó a desarrollarse como destino turístico en la década de 1930 tras la llegada de la línea ferroviaria a la cercana Grafton. Las casas de huéspedes fueron reemplazadas por hoteles y apartamentos de vacaciones.
Las industrias de pesca y ostras se establecieron en la década de 1880, y la pesca de arrastre de camarones fue pionera en la década de 1940. El cultivo de caña de azúcar es ahora la principal industria agrícola de la región tras la mecanización total del proceso de corte de la caña en 1978.  Los barcos fluviales y los vapores que navegaban entre Grafton y Sídney fueron reemplazados gradualmente por ferrocarriles y mejores conexiones por carretera a partir de la década de 1970.

### Etimología
Hay dos teorías sobre el significado de Yamba. La primera la explica como una palabra aborigen que se traduce como "promoción".  Sin embargo, JS Ryan, siguiendo el libro Recuerdos y registros de los aborígenes de Clarence, de R. L. Dawson, cree que la derivación más probable es la palabra aborigen yumbah, que significa un marisco comestible similar a una ostra. 

## Puerto de Yamba

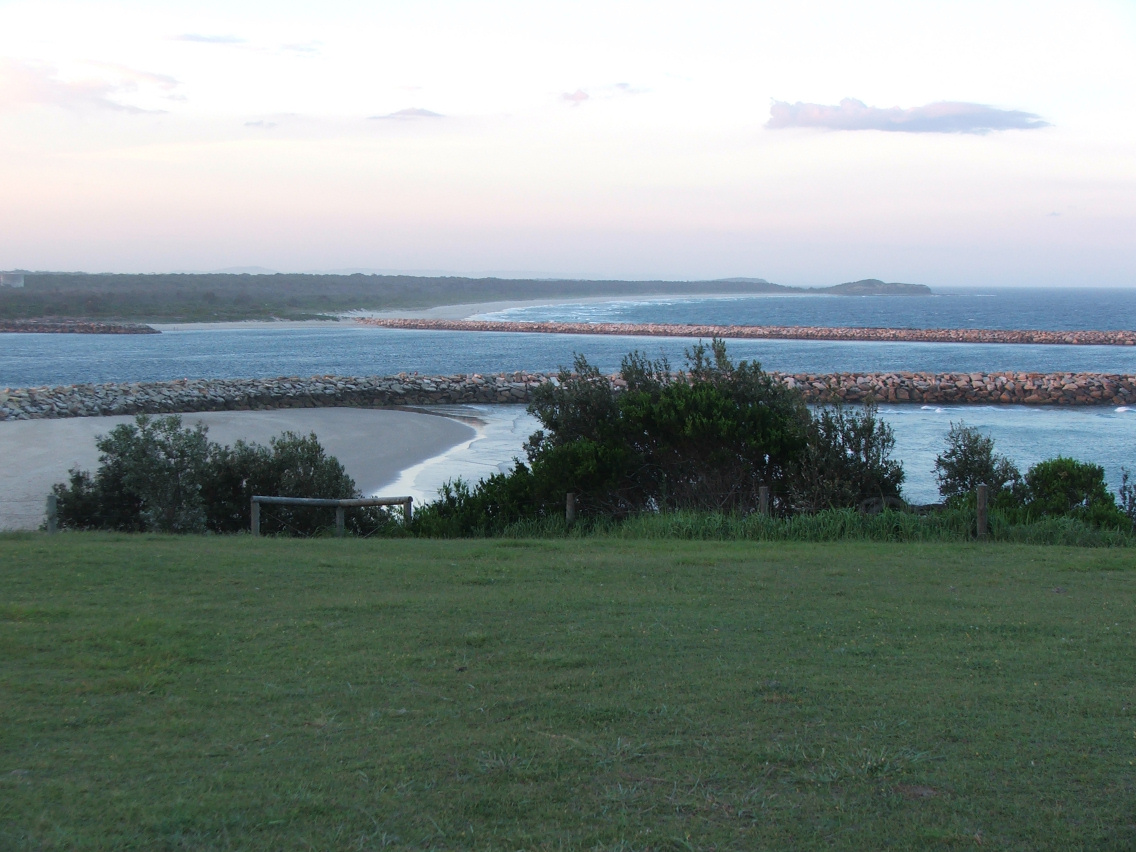
Vista de la costa norte de Yamba, tomada desde el faro de Clarence Head

Desde el 1 de diciembre de 2011, el puerto de Yamba ha sido gestionado por la empresa Sydney Ports Corporation,  que el 1 de julio de 2014 se convirtió en la Autoridad Portuaria de Nueva Gales del Sur,  una empresa pública del gobierno de Nueva Gales del Sur. La principal exportación del puerto es la madera. Hay servicios regulares desde Yamba a destinos como Isla de Lord Howe, Isla Norfolk y Nueva Zelanda. 
En el año finalizado el 30 de junio de 2012, el puerto manejó aproximadamente 6000 toneladas (5905,2 LT) de carga y embarcaciones de hasta 120 metros (131,2 yd) de longitud. Además del muelle del puerto, Yamba tiene muelles de reparación y varadero de propiedad privada. 

## Pueblo Ngaru
La llamada Ngaru Village (literal, Pueblo Ngaru) es una comunidad indígena junto a la playa de Yamba. 

## Alrededores
Yamba está rodeada por el Parque Nacional Yuraygir, el río Clarence, el océano Pacífico y terrenos rurales. La ciudad está próxima a Ballina, Lismore y Grafton. Está a solo una hora y media en coche desde Byron Bay, dos horas desde Coffs Harbour, tres horas hasta Gold Coast y cuatro horas desde Brisbane. También está a dos horas de vuelo desde Sídney.

## Playas
Yamba cuenta con once playas  dentro del código postal 2464: Whiting, Turners, Yamba (principal), Convent/McKittricks, Pippi, Flat Rock (Barri Point) y Barri (conocida localmente como Dump Beach). Las playas cercanas al norte son Woody Head, Iluka Bluff, Back Beach (Iluka) y al sur Green Point, Spooky, Angourie Bay, Angourie Point, Back Beach (Angourie), Shelley, Caves y Plumbago. 

## Clima
Yamba tiene un clima subtropical húmedo ( Cfa de acuerdo con el sistema de clasificación climática de Köppen ). A pesar de la gran cantidad de precipitaciones, la ciudad tiene 131,2 días despejados al año.
| Parámetros climáticos promedio de Yamba (Yamba Pilot Station, 1877–2016) | Parámetros climáticos promedio de Yamba (Yamba Pilot Station, 1877–2016) | Parámetros climáticos promedio de Yamba (Yamba Pilot Station, 1877–2016) | Parámetros climáticos promedio de Yamba (Yamba Pilot Station, 1877–2016) | Parámetros climáticos promedio de Yamba (Yamba Pilot Station, 1877–2016) | Parámetros climáticos promedio de Yamba (Yamba Pilot Station, 1877–2016) | Parámetros climáticos promedio de Yamba (Yamba Pilot Station, 1877–2016) | Parámetros climáticos promedio de Yamba (Yamba Pilot Station, 1877–2016) | Parámetros climáticos promedio de Yamba (Yamba Pilot Station, 1877–2016) | Parámetros climáticos promedio de Yamba (Yamba Pilot Station, 1877–2016) | Parámetros climáticos promedio de Yamba (Yamba Pilot Station, 1877–2016) | Parámetros climáticos promedio de Yamba (Yamba Pilot Station, 1877–2016) | Parámetros climáticos promedio de Yamba (Yamba Pilot Station, 1877–2016) | Parámetros climáticos promedio de Yamba (Yamba Pilot Station, 1877–2016) |
| Mes                                                                      | Ene.                                                                     | Feb.                                                                     | Mar.                                                                     | Abr.                                                                     | May.                                                                     | Jun.                                                                     | Jul.                                                                     | Ago.                                                                     | Sep.                                                                     | Oct.                                                                     | Nov.                                                                     | Dic.                                                                     | Anual                                                                    |
| ------------------------------------------------------------------------ | ------------------------------------------------------------------------ | ------------------------------------------------------------------------ | ------------------------------------------------------------------------ | ------------------------------------------------------------------------ | ------------------------------------------------------------------------ | ------------------------------------------------------------------------ | ------------------------------------------------------------------------ | ------------------------------------------------------------------------ | ------------------------------------------------------------------------ | ------------------------------------------------------------------------ | ------------------------------------------------------------------------ | ------------------------------------------------------------------------ | ------------------------------------------------------------------------ |
| Temp. máx. abs. (°C)                                                     | 42.5                                                                     | 41.5                                                                     | 34.7                                                                     | 33.1                                                                     | 29.4                                                                     | 28.1                                                                     | 29.6                                                                     | 36.1                                                                     | 35.7                                                                     | 38.6                                                                     | 41.9                                                                     | 39.9                                                                     | 42.5                                                                     |
| Temp. máx. media (°C)                                                    | 26.7                                                                     | 26.8                                                                     | 26.1                                                                     | 24.3                                                                     | 21.8                                                                     | 19.6                                                                     | 19.0                                                                     | 20.1                                                                     | 22.0                                                                     | 23.4                                                                     | 24.7                                                                     | 26.0                                                                     | 23.4                                                                     |
| Temp. mín. media (°C)                                                    | 20.2                                                                     | 20.3                                                                     | 19.3                                                                     | 16.5                                                                     | 13.3                                                                     | 10.8                                                                     | 9.7                                                                      | 10.5                                                                     | 13.0                                                                     | 15.4                                                                     | 17.4                                                                     | 19.1                                                                     | 15.5                                                                     |
| Temp. mín. abs. (°C)                                                     | 14.4                                                                     | 14.5                                                                     | 8.7                                                                      | 7.2                                                                      | 5.7                                                                      | 2.7                                                                      | 2.8                                                                      | 3.1                                                                      | 6.2                                                                      | 6.7                                                                      | 10.0                                                                     | 10.9                                                                     | 2.7                                                                      |
| Lluvias (mm)                                                             | 139.9                                                                    | 158.5                                                                    | 183.0                                                                    | 162.8                                                                    | 156.5                                                                    | 134.4                                                                    | 101.5                                                                    | 75.3                                                                     | 59.1                                                                     | 78.5                                                                     | 94.1                                                                     | 116.9                                                                    | 1466.4                                                                   |
| Días de precipitaciones (≥ 1 mm)                                         | 12.6                                                                     | 13.7                                                                     | 15.8                                                                     | 13.4                                                                     | 12.4                                                                     | 10.6                                                                     | 9.2                                                                      | 8.1                                                                      | 8.4                                                                      | 9.7                                                                      | 10.2                                                                     | 11.3                                                                     | 135.4                                                                    |
| Humedad relativa (%)                                                     | 75                                                                       | 75                                                                       | 74                                                                       | 71                                                                       | 67                                                                       | 65                                                                       | 61                                                                       | 60                                                                       | 64                                                                       | 70                                                                       | 72                                                                       | 75                                                                       | 69                                                                       |
| Fuente: Bureau of Meteorology                                            |                                                                          |                                                                          |                                                                          |                                                                          |                                                                          |                                                                          |                                                                          |                                                                          |                                                                          |                                                                          |                                                                          |                                                                          |                                                                          |

## Cultura
Yamba cuenta con el club de rugby Yamba Buccaneers y el club de fútbol Yamba Breakers, una piscina climatizada municipal,  el centro deportivo Raymond Laurie  y un gran puerto deportivo de aguas profundas. Tiene además un museo, donde se exhiben exposiciones de historia, arte y costumbres. 

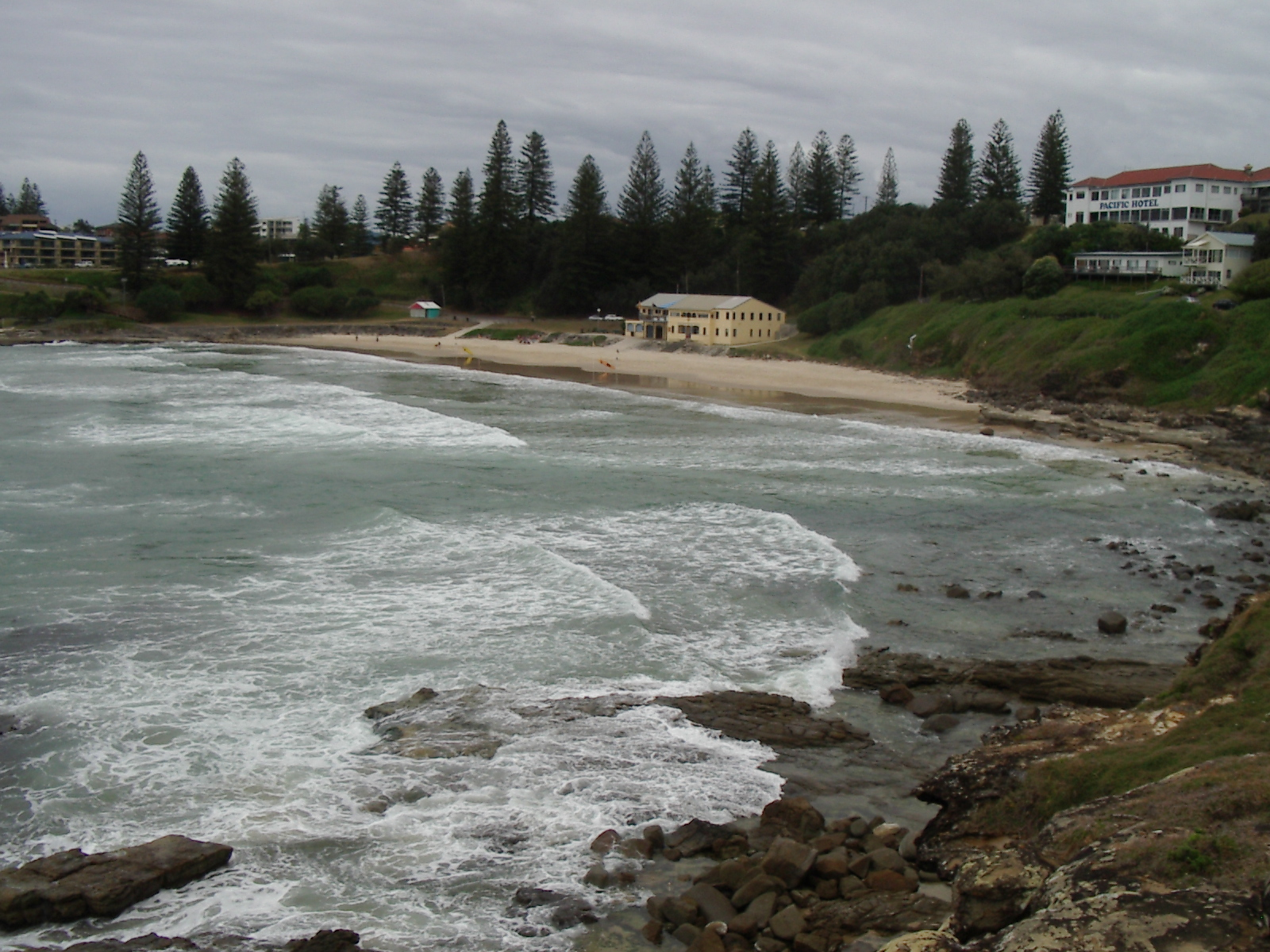
Una vista de Main Beach, con el club de surf y el Hotel Pacific en la parte superior derecha.

## Atracciones
En el extremo norte de Pippi Beach se encuentra "Lovers Point Rock Wall", desde donde entre mayo y octubre se pueden ver ballenas de paso.  También abundan los delfines en toda la costa y se puede surfear y practicar la pesca deportiva en la playa de Angourie. Hay otras atracciones y visitas como el faro de Yamba, la zona de Clarence River Light, el museo de la Historia, el ferry a Iluka en las orillas del norte, Yuraygir o el parque nacional de Bundjalung. 

## Transporte
El aeropuerto más cercano es el aeropuerto de Grafton (YGFN). Alternativamente, Yamba cuenta con el servicio del Aeropuerto Regional de Lismore ubicado en 92 km al norte y ofrece varios vuelos diarios a Sídney. 

## Periódicos
- The Daily Examiner
- The Clarence Valley Review
- The Independent

## Personajes relacionados
- Neville William Cayley, autor, artista y ornitólogo
- Kay Cottee, [2] marinero que dio la vuelta al mundo
- Ry Cuming, músico conocido como el cantante principal del grupo electro-psicológico The Acid.
- Chillinit, rapero
- Peter Cousens AM, actor, cantante y director. Mejor conocido por el Teatro Musical. Los Miserables El Fantasma de la Ópera y Miss Saigón
- Kane Douglas, jugador de rugby Waratahs de Nueva Gales del Sur
- Luke Douglas, jugador de la NRL de Cronulla-Sutherland Sharks y Gold Coast Titans
- Daine Laurie, jugadora de la NRL de Wests Tigers y Penrith Panthers
- Cameron Pilley, jugador profesional de squash
- Tony Priddle, jugador de la NRL de los St. George Dragons
- Donna Urquhart, jugadora profesional de squash